# 李妙娟
李妙娟（1950年—），广东台山人，汉族，中华人民共和国政治人物、第十一届全国人民代表大会广东地区代表。
毕业于华南师范大学中文专业，是中共党员。担任广东省发展与改革委员会主任。2008年起担任全国人大代表。